# Chino (Californie)
Pour les articles homonymes, voir Chino.
Chino est une municipalité située dans le comté de San Bernardino (État de Californie). Au recensement de 2000 la ville avait une population de 67 168 habitants.
Chino et ses alentours ont été pendant longtemps un centre important de l'industrie laitière, servant les demandes considérables en produits laitiers de la Californie du Sud et d'une grande partie des États-Unis du sud-ouest. Elle est aussi connue comme le siège d'une importante prison californienne, la California Institution for Men.
La ville s'est développée à partir des années 1970 en une ville périurbaine formant l'ancre occidentale de la région de l'Inland Empire. Bien que ce développement ait graduellement pris le caractère d'une ville de classe moyenne, Chino est perçue négativement par de nombreux californiens (criminalité, smog, pollution...) alors que la réalité montre que ces éléments sont en fait en dessous de la moyenne par rapport à d'autres banlieues américaines, selon le FBI UCR.

## Géographie
Chino est située au cœur de la région du Grand Los Angeles et est aisément accessible avec les autoroutes 71 et 60. Les communautés voisines sont Chino Hills à l'ouest, une zone non-incorporée du Comté de San Bernardino (près de Montclair) au nord, Ontario au nord-est et des zones non-incorporées du comté de San Bernardino et de celui de Riverside au sud-est et au sud.
Chino est située à 34° 01′ 04″ N, 117° 41′ 24″ O. Selon le Bureau du Recensement la ville a une superficie totale de 54,5 km² dont la proportion en eau (0,05 %) est négligeable.

## Démographie
D'après un recensement de 2000, il y a 67 168 personnes à Chino, dont 17 304 ménages, et 14 102 familles résident dans la ville.
Le United States Census Bureau a établi que la répartition communautaire de la population était la suivante :
| Communauté                                    | Pourcentage de la population |
| --------------------------------------------- | ---------------------------- |
| Blancs                                        | 55,70 %                      |
| Afro-américains                               | 7,82 %                       |
| Asiatiques                                    | 4,92 %                       |
| Amérindiens                                   | 0,93 %                       |
| insulaires du Pacifique                       | 0,21 %                       |
| autres communautés                            | 25,56 %                      |
| personnes appartenant à plus d'une communauté | 4,86 %                       |
| Hispaniques                                   | 47,39 %                      |

Sur les 17 304 ménages, 47,3 % ont un enfant de moins de 18 ans, 62,5 % sont des couples mariés, 12,9 % n'ont pas de maris présents, et 18,5 % ne sont pas des familles. 14,1 % de ces ménages sont constitués d'une personne dont 5,2 % d'une personne de 65 ans ou plus.
| Tranches d'âge  | Pourcentage de la population |
| --------------- | ---------------------------- |
| moins de 18 ans | 28,5 %                       |
| de 18 à 24 ans  | 12,3 %                       |
| de 25 à 44 ans  | 34,2 %                       |
| de 45 à 64 ans  | 19,2 %                       |
| 65 ans ou plus  | 5,9 %                        |

L'âge moyen de la population est de 31 ans. Pour 100 femmes, il y 124,3 hommes. Pour 100 femmes de 18 ans ou plus, il y a 133,1 hommes.
Le revenu moyen d'un ménage est de 55 401 $,et celui d'une famille de 59 638 $. Les hommes ont un revenu moyen de 35 855 $ contre 30 267 $ pour les femmes. Le revenu moyen par tête est de 17 574 $. Près de 6,3 % des familles et 8,3 % de la population vit en dessous du seuil de pauvreté, dont 10,0 % de ceux en dessous de 18 ans et 8,5 % de ceux de 65 et plus.
| 1930  | 1940  | 1950  | 1960   | 1970   | 1980   |
| ----- | ----- | ----- | ------ | ------ | ------ |
| 3 118 | 4 204 | 5 784 | 10 305 | 20 411 | 40 165 |

| 1990   | 2000   | 2010   | - | - | - |
| ------ | ------ | ------ | - | - | - |
| 59 682 | 67 168 | 77 983 | - | - | - |

## Personnes notables originaires de Chino
- Abe Vigoda - acteur américain
- Geoff Blum - joueur de baseball
- Chad Cordero - Relief Pitcher des Washington Nationals
- Kenny Hendrick - conducteur NASCAR
- Aaron Hosack - joueur de football
- Shelly Martinez - lutteuse professionnelle
- Diana Taurasi - joueuse en WNBA
- Cameron Dallas - Viner & Youtuber
- Alisha Klass - actrice de films pornographiques

## Attractions
Planes of Fame et Yanks Air Museum sont deux musées de l'air situés dans l'aéroport de Chino (Chino Airport, code AITA : CNO).

## Chino dans la culture populaire
Le terme Chino fait souvent référence, en musique et à la télévision, à la prison de Chino.
- À la télévision, dans la série The O.C., le personnage principal, Ryan Atwood, est un adolescent de Chino adopté par une famille aisée de Newport Beach. Dans la série, Chino est dépeinte comme un taudis morne. Cette représentation de la ville amena des fonctionnaires de celle-ci à porter plainte[2].
- Chino a été utilisé comme emplacement de tournage du film Retour vers le futur, dont la ferme d'où Marty remonte le temps  pour la première fois en 1955.
- Chino est mentionné dans une chanson écrite par Robert Hunter : Friend of the Devil, chanté par Grateful Dead.
- Chino est mentionné dans deux chansons interprétés par The Mountain Goats : Going to Chino et Pigs That Ran Straightaway Into The Water, Triumph Of.
- Dans le film 2 Fast 2 Furious, Brian O'Conner (Paul Walker) dit : « I'd rather take my chances in Chino » (Je tenterais plutôt ma chance à Chino) une fois qu'on lui ait demandé soit de coopérer avec la police ou de se faire emprisonner.
- Dans le film American History X  Derek Vyniard (Edward Norton) est incarcéré à la prison de Chino pendant trois ans à la suite d'un double homicide.
- Le terme Chino est souvent employé dans la série télévisée The Shield.
- Dans la première version de Point Break, certains malfaiteurs recherchés sont dits « diplômés du pénitencier de Chino ».